# ایستگاه بهشت
ایستگاه بهشت فیلمی به کارگردانی و تهیه‌کنندگی نادر مقدس و نویسندگی نادر مقدس و افسانه منادی محصول سال ۱۳۸۵ ایران است.

## خلاصه فیلم
ایستگاه بهشت داستان نابینایی را بیان می‌کند که برای به دست آوردن بینایی‌اش تلاش زیادی به خرج می‌دهد، اما در این راه با مسایل تازه‌ای برخورد می‌کند که در تغییر نگاه او به زندگی بسیار مؤثر است.
«سروش» نابیناست اما به خاطر حس قوی ای که دارد، گاهی مثل یک بینا رفتار می‌کند. او مدت هاست که برای درمان چشمش به بیمارستان می‌رود و به یکی از پرستارها علاقمند شده. اما این علاقه فقط در دل سروش است و همین قضیه، اتفاقات جدیدی را در زندگی او به وجود می‌آورد.

## بازیگران
| بازیگر          | نقش              |
| --------------- | ---------------- |
| شهاب حسینی      | سروش             |
| سپیده خداوردی   | غزاله            |
| مهدی میامی      | عمو رسول         |
| فرهاد اصلانی    | دکتر هدایتی      |
| پوراندخت مهیمن  | مادر غراله       |
| بهاره امیری     | پرستار           |
| معصومه میرحسینی | نابینا (مهربانی) |
| مریم صباغیان    |                  |
| عبدالرضا اکبری  |                  |
| نقی سیف‌جمالی    |                  |
| میترا کرمی      | خواهر غزاله      |
| مرجان سپهری     | نابینا           |
| فربد شکرایی     | مهران            |